# Le Roi du monde (film)
Pour plus de détails, voir Fiche technique et Distribution.
Le Roi du monde est un film musical dramatique espagnol et mexicain réalisé par Carlos Saura et sorti en 2021.

## Fiche technique
- Titre original : El rey de todo el mundo
- Réalisation : Carlos Saura
- Scénario : Carlos Saura
- Musique : Lila Downs, Carlos Rivera et Fela Dominguez
- Photographie : Guillermo Rosas et Vittorio Storaro
- Montage : Vanessa Marimbert
- Décors :
- Costumes : Sofía Cornejo Arrevillaga, Diana Yazmín Mora Franco et Debora Galicia Verduzco
- Production :
  - Producteur exécutif : José Luis Villanueva, Rodrigo Calderon, Ozcar Ramírez González et Yadira Ávalos
  - Assistant producteur : Cecilia Guerrero, Alejandro Cacho, René Villanueva Gámez et Michelle Villa
  - Producteur délégué : Ana de la Reguera, Leonor Garzón, Ana Kupfer, Eusebio Pacha, Elizabeth Romagnoli et Anna Saura Ramón
  - Coproducteur : Alexandra Fierro et Bella González Serrano
- Sociétés de production : Pipa Films et Pacha Inversiones
- Société de distribution : Eurozoom
- Pays de production :  Espagne et  Mexique
- Langue originale : espagnol
- Format : couleur — 2,35:1
- Genre : Drame musical
- Durée : 95 minutes
- Dates de sortie :
  - Espagne :
    - 29 octobre 2021 (Valladolid)
    - 12 novembre 2021 (en salles)

  - France : 23 novembre 2022

## Distribution
- Ana de la Reguera : Sara
- Damián Alcázar : Don Anselmo
- Manuel Garcia-Rulfo : Manuel
- Enrique Arce : Ángel
- Manolo Cardona : Andrés
- Alejandra Toussaint : Alejandra
- Giovanna Reynaud : Julia
- Greta Elizondo : Inés
- Isaac Hernández : Diego
- Eulàlia Ramon : la mère
- Ana Kupfer : Julia
- Axel Avila : le squelette
- Izaak Alatorre : Diego